# 獣神ライガー
『獣神ライガー』（じゅうしんライガー）は、1989年3月11日から1990年1月27日まで、名古屋テレビを制作局としてテレビ朝日系列で毎週土曜17:30 ‐ 18:00（JST）に全43話が放送された、永井豪原作・サンライズ制作のテレビアニメ。
テレビシリーズの放送のほか、永井豪自身の筆による漫画連載も『コミックボンボン』誌上にて、1989年3月から1990年1月まで行われた。当時は勁文社から単行本化され、後に大都社、大創産業からも同じ内容で刊行されている。

## ストーリー
遥か神話の時代より繰り広げられた、善と悪の戦い。善神アーガマの血を受け継ぐ大牙剣は、現代に復活した邪神ドラゴの末裔・女帝ザーラ率いるドラゴ帝国から世界を救うため、バイオアーマー・獣神ライガーと一体化して戦う。

## 概要
前番組『鎧伝サムライトルーパー』と同様に、サンライズ・東急エージェンシー・タカラの3社による体制で制作されたテレビアニメの第2作である。前番組の等身大のバトルアクション・グループヒーロー物から趣を変え、本作品ではバイオアーマーと呼ばれる、巨大なパワードスーツを操り戦うロボットヒーロー物が志向された。一方でこのバイオアーマーは機械の体ではなく生体ベースという設定が導入されており、フォルムも無機的なロボット然としたものではなく、主役バイオアーマーのライガーは筋肉質の人間の肉体をそのまま巨大化したような姿となっている。
原作の永井が手がけた他作品の例に漏れず、本作品も当時の子供向けアニメとしては過激な残酷描写やハードなストーリー展開、お色気やサービスカットという要素を超えた頻繁な性的描写が特徴である。とりわけメタルナイト登場以前の話数において顕著であるが、毎回容赦なく人間が死に、時には人格を持ったキャラクターや剣たち主人公グループに縁の深いキャラクターが残酷に殺戮されるシーンが描写される。
また、ドラゴ帝国側は人間という生き物の裏の醜さや心の弱さに付け込んだ戦術を駆使してまで剣たちに立ち向かっており、後半では精鋭であるバトルスーツ隊員までもが邪神への恐怖に駆られて正気を失いかける姿が描写される。
こうした容赦の無い展開に対して剣たちはその都度打ち拉がれ、（時に救う対象であるはずの人類に対して）絶望しながらも再び立ち上がる成長ドラマが展開される。また帝国側においても大局においては優勢に戦いを進めながらも、目先の手柄争いや長年の互いの啀み合いなどが原因でしばしば仲間同士が互いの足を引っ張り合って結局は自滅するなど、戦いの現実や人の業を描き出している。脚本家の一人である井上敏樹は、本作品は自由度が高く、楽しくやれたと述べている。
また作品と新日本プロレスがタイアップし、現実のリングに「獣神ライガー」がプロレスラーとして登場し話題を呼んだ。当初は「獣神ライガー」としてデビューし、アニメの展開に合わせ「ファイヤー・ライガー」、「獣神サンダー・ライガー」へとコスチュームを変更していった。本放送終了後は完全にアニメから独立し「獣神サンダー・ライガー」として、日本だけでなく世界でも高い知名度と人気を博した。

## 登場人物

### アーガマの末裔と仲間たち
100万年前、邪神ドラゴを封印した善神アーガマの末裔。大牙家は復活した時のために残された様々な伝承や遺産を護り、神代姉妹の神代家はアーガマの血を引く巫女として古来よりその血筋を継承されてきた一族。
大牙 剣
声 - 田中真弓
善神アーガマの末裔でライガーの操縦者。小学六年の少年。自転車は青色のBMXを愛用。その右手の平に刻まれた獅子の痣から獣神ライガーを呼び出すことができる。
ガキ大将気質で生意気な一面を持つおっちょこちょいのスケベ。得意技はスカートめくりで、学校のクラスメイトには多数被害者がいる模様。戦いがはじまって以降、身近にいる神代姉妹や八神冴子に対してはスカートめくりにはじまり、覗き、下着泥棒、胸を触るなどのセクハラを日常的に行っており、大抵は平手打ちや鉄拳制裁をくらっている。女性の裸には免疫が無いため、神崎の持っていたグラビア誌を見せられたり、風呂を覗いて赤面するなど年相応の面もある。また、ドラゴ帝国に関わる真剣な話の際でもスケベな話をするなどイマイチ集中力に欠ける。
いたずら好きではあるがイジメは大嫌いで、弱い者いじめをしている相手は年上であっても立ち向かう正義感を持ち、転校した友達をイジメていた同級生を投げ飛ばしたり、女1人とケンカしていた不良3人を相手にプロレス技で圧勝している。
元々、北海道の大自然を駆け回っていたため身体能力は元々高いが、手の平に痣ができてからは更に上昇した。特に乗馬が得意で本人曰く「馬はオムツの頃から慣れている」と豪語しており、実際に第1話で披露しているだけでなく、べガルーダに初騎乗した際も自在に使いこなしている。
戦い初めた頃には戦いを軽く考える部分が多々あり、周りの犠牲も多かった。後半は聖杯を手に入れたドラゴ帝国にライガーでも次第に苦戦するようになり、自身の鍛錬を欠かさないようになっていった。
ダンゴとは親友で、一緒に遊んだりいたずらする仲。戦いが始まって以降も頼りにしている。宿敵リュウ・ドルクに対してはゆいたちの兄であることを知っても当初は仲間として受け入れられず、戦って決着を付けようとしていたが、帝国の総攻撃を阻止するために休戦して協力することにした。
最終決戦では、街の人を救うために自らを差し出したゆいを奪還すべくダンゴたちバトルスーツ隊やドルクと共に帝国との最終決戦に挑み、女帝ザーラと対決。その圧倒的な力や呪術によりライガーもろとも乗っ取られるなど終始苦戦を強いられ、最終的にゆいが取り込まれてしまい邪神ドラゴが復活する。
とてつもないその力に手も足も出ず、敗北寸前まで追い込まれるが、まいをカギとしてライガーとドルガが合体し、アーガマが復活。ドルクとまいと共にドラゴを倒したが、ドラゴは今まで取り込んだ人間の邪念を解き放とうとする。それを阻止するためにドルクが合体を解くと、決着を付ける約束をして彼を見送った。

CD『獣神ライガー 魔神咆哮編』のジャケットでは、『マジンガーZ』の兜甲児のパイロットスーツ姿になっている。

神代 ゆい
声 - 松井菜桜子
善神アーガマの血を引く巫女。双子の姉で髪は青いロングヘアー。控えめでおしとやかな性格で少々天然。まいとは非常に仲が良い。極度の味オンチでレシピ通りに作っても料理は不味くなってしまう。剣とダンゴのセクハラ被害によく遭っている。当初はダンゴを「五郎くん」と呼んでいたが、後半では「ダンゴくん」と呼ぶようになった。
妹のまいと協力することでベガルーダを召還できる。突然トランス状態に陥り、その度に戦いに重要な予言を残す。
街で偶然リュウ・ドルクと知り合い、生き別れの兄と同じ掌の竜のアザを持つ彼を兄ではないかと探し続けて遂に再会を果たすも、受け入れきれない剣との仲を案じている。
終盤に実は邪神を復活させる鍵となる存在である事が判明。その忌まわしい運命を呪って自殺を試みるなど早まることもあった。さらにはザーラの策略により人間を助ける条件にゆいを差し出せと要求され、街の人からの攻撃まで受けてしまう。1度はまいが身代わりとなり帝国に赴くが失敗し、結局は拉致されてしまい、ザーラに洗脳を施されドラゴ神復活のための生け贄にされてドラゴに取り込まれる。決戦の末にアーガマがドラゴを倒し、邪念を解き放とうとしたドラゴからドルクが救い出し、剣やまいたちと無事に再会することができた。

神代 まい
声 - 伊藤美紀
善神アーガマの血を引く巫女。ゆいの双子の妹で髪は赤いショートヘアー。控えめでおしとやかな姉とは性格で活発で男勝りだが、虫が大の苦手。ゆいとは非常に仲が良い。彼女もまた極度の味オンチで料理が下手。剣とダンゴのセクハラ被害によく遭っているが、大抵は鉄拳（または平手打ち）制裁で反撃する。
姉のゆいと協力して、ベガルーダを召還する。
スケベで威張り屋の剣とは気が合わないことが多く、日頃から剣たちの覗きやセクハラ行為に手を焼いているが、幾度と無く命を救われて以降は「剣はどんな時でも必ず自分を助けに来てくれる」と強い信頼感を寄せるようになり、確固たる愛情を抱く。
姉のゆいが邪神復活のカギと知り、彼女を心配して自らをドラゴ帝国に差し出したが、偽者とバレてしまう。結局はゆいを生贄にされて邪神ドラゴを復活させてしまうが、神崎たちが発見した手がかりから姉とは逆に自身が善神アーガマ復活のカギであることを知り、剣とドルクと共にアーガマとなりドラゴを倒した。

大牙 龍造
声 - 沢りつお
剣の祖父。幼くして両親を失った剣を男手一つで育て上げた。職業は獣医師。神代姉妹を「〜さま」付けする。ライガーや邪神ドラゴについての知識を有しており、戦いがはじまってから剣にドラゴやアーガマに対する知識を教えてきた。第11話で誕生日を迎えた剣に代々大牙家に伝わるペンダントを渡した後、攻めてきたドル・アーミーの攻撃の犠牲になって命を奪われた。
その死は剣にとてつもないトラウマを残し、剣は何日も遺体を探し続けたり、ただの岩に龍造の幻を見るほど剣を苦しめた存在であった。第28話でも幻として現れ、カミオが邪悪な存在と伝えてくるが、動物を大事にしなかったことで偽者と気付き、サンダーライガー誕生のきっかけの1つになった。

団 五郎（ダンゴ）
声 - 塩屋浩三
剣の悪友。タイチ、シュンスケという子分がいる。名前の団と五郎の五を取ってダンゴと呼ばれている。実家は魚屋。家族は母親と妹。当初はライガーで戦う剣を羨ましがるミーハー感があり、人に会う度に剣がライガーの操縦者だと紹介して、自身や周囲を危機に晒してしまうことを繰り返していた。ドラゴ帝国の話も剣とふざけて結局スケベな話になってしまうなど、剣同様にイマイチ集中力が足りない。
6話のゲルコブラ戦以降本格的に剣たちと行動を共にし、神殿を発見した際、神の一族でない自分の出自を卑下して飛び出したこともあったが、ゆいの説得と湖の湖底に沈んでいたブレスレットの回収に協力。以降は出自に拘らずに剣や神代姉妹の戦いに協力するようになった。
第31話にて見学にきたバトルスーツに勝手に乗り込んでバトルスーツ・フラッカー1号機の操縦パイロットとして登録されてしまい、調子にのって操縦して出撃までしてしまう。直後に偶然現れたメタルナイト・ヘルランチャーと戦闘になりりえと共に戦った。剣と共に戦いたい気持ちからバトルスーツ隊に志願し、隊員になる。
いつの間にかゆいに想いを寄せるようになり、モテモテの剣に対してヤキモチを焼くこともあったが、バトルスーツ・フラッカーでりえと共闘や、崩れ落ちる神殿からりえを救い出したこともあり、最終話ではりえから好かれてしまい困惑していた。

リュウ・ドルク
声 - 梁田清之
魔竜王ドルガを駆る剣のライバル。邪神ドラゴの血を引く御子でプライドの高い孤高の一匹狼。
戦いに対しては「戦士とは美しき野獣であるべき」との信念を持ち、自ら戦う場合は1対1の正々堂々とした戦いを好み、たとえ味方の助太刀であっても邪魔した者に対しては容赦はしない。ただし、初期にはドル・サタンの鬼虫を使用した作戦を看過して激怒する剣を見下す発言をしたこともある。その立場と信念ゆえに、手段を選ばない四天王とはそりが合わない。ドル・コマンドとは生身でだが戦ったことすらある。
ドル・ファントムによる暗殺未遂事件の際、一時的に記憶を失い倒れていたところを剣の初恋の人とも言える女性・アキに介抱され、行動を共にしていく内に惹かれ合っていくが、記憶を取り戻してライガーとの戦いの衝撃に巻き込んでしまい彼女は命を落としてしまう。この件以降、帝国の一員として戦う事を迷うようになり、人間界をさまよっているところを神代姉妹に遭遇。彼女達の生き別れの兄の話を聞いて自分の正体を知る。
実は産まれて間もなく女帝ザーラによって誘拐された神代姉妹の兄であり、善神アーガマの末裔だった。しかしザーラの庇護のもとに、ドラゴ帝国の戦士として育てられてきた。
ザーラの本性を知り、機械化を進めるガイストが専権を振るう帝国に失望し、神代姉妹との邂逅、サタンの死などを経て、自らの真の宿命に目覚めて帝国に反旗を翻した。
ゆいたちとの再会で兄弟の絆を取り戻しつつあったが、今までの行いを許すことができない剣と決着を付けるために戦うことにしたものの、直後にゆいが邪神復活のカギであることが判明し、邪神復活を阻止するために休戦、剣と共闘した。最終決戦にてライガーと共に戦うが、帝国の大軍団やザーラに苦戦を強いられられる。遂にはゆいが邪神に飲み込まれドラゴが復活。だが、剣とまいたちと共にアーガマへと合体してドラゴを倒したが、邪念を開放しようとしたドラゴを完全に封印すべく、ライガーとドルガに分離して剣に「次に会ったときは、戦士としてではなく、男と男の勝負をする」と告げて、封印に飛び込みドラゴと運命を共にした。

八神 冴子
声 - 藤井佳代子
テレビレポーター。八神財閥の令嬢で、ライガー復活の場面に居合わせたことから当初は興味本位で剣やライガーの取材をしようとしており、ダンゴからライガーの正体まで聞きだしてニュース番組にまで出演させてネタにしていた。しかし、既に差し向けられていた帝国のスパイから襲撃をくらい仕事仲間を殺され危険にあったことと、祖父がドラゴ帝国について研究していたことが縁で正式に一行に加わり、剣たちの後見人となる。財閥の力をフルに活用し、住居の提供や中継車の強化、バトルスーツの開発を各方面に持ち掛けて費用まで出資しており、ライガーのサポートにその手腕や財力を存分に発揮した。神崎と再会して以降は心優しい女性としての面も強く見せるようになっていった。
実は神の末裔であるが能力は持たない。犬が苦手。

神崎 真吾
声 - 堀内賢雄
冴子の元恋人の考古学者。再会当初はドラゴ帝国とは対話を望んでおり、それが原因で冴子の祖父と反目してチームを抜けた過去があり、冴子とも別れてしまった過去を持つ。再会しても対話を望む姿勢で、政府の使者と共に現れた。だが、その使者が帝国のスパイで殺されたことから対話は不可能と身をもって知り、また邪神の聖杯の出現と関わって以降は、剣たちと積極的に行動を共にするようになる。冴子とは直接的に仲が悪くなって別れたわけではないため、現在でも当時と同様の好意を抱き続けているようである。長身の美男子のため、神代姉妹からも大変に気に入られていたが、冴子に対する想いが強いためか、本気で取り合うことがないクールな一面も見せていた。
考古学者としての知識を用いて聖杯や遺跡の古代文字の解読や、政府との連絡役のような立場で活躍。バトルスーツ隊が出来てからは隊の参謀役のような立場で活躍した。

ミニナイト
声 - 神代知衣
封印の岩そっくりの小岩から生まれたドラゴナイトの幼生のような小さな竜。寄生ドラゴナイトを好物とする。非常に食いしん坊かつエッチな性格。角から感電する程度の電撃を放つことができ、剣とじゃれ合う時によく使っている。また、実戦でもドラゴナイトに対しても有効で、いろいろな場面で役に立っている。誕生して間もなく剣や神代姉妹と出会い、共に生活をしているためか、ドラゴ人でありながらもドラゴ帝国を強く嫌悪している。敵の炎で黒焦げになって死んだように見えてもすぐに脱皮して復活するなど、体は非常に頑丈なようである。最終回で人間の姿に戻り、帝国が邪神ドラゴに滅ぼされたことで、事実上ドラゴ人の最後の生き残りとなった。

轟 光四郎
声 - 吉水慶
第23話に登場するマッドサイエンティスト博士。研究としてロボビタンXを自宅の地下に地下研究所を建造してしまう凄さを持つ。ロボビタンXがそれなりにドラゴナイトと渡り合ったことで軍に認められてバトルスーツの開発責任者となり、第31話からも再登場する。
娘のりえを溺愛しており、スケバンの本性は知らない。そのため汚い言葉を使った際は「何か言った？」や「りえちゃんなの？」と不思議がって気づかない。
轟 りえ
声 - こおろぎさとみ
轟博士の娘。中学生。稲妻崩しのリエと異名を取るスケバンだが、普段はお淑やかを装っている。不良3人との喧嘩中に剣に助けられるが、年下の剣に助けられたことに憤慨して一騎打ちを申し込むもスカートめくりで返り討ちにあったことで剣を目の敵にする。直後に完成したロボビタンXを見て勝手に持ち出し剣に正々堂々勝負しろと理解不能な決闘を申し込んだ。偶然にもドラゴナイトが現れて結果的に初陣で善戦したことでロボビタンXが軍に認められる結果となり、大変に惚れやすい性格が災いし、共闘したライガー（剣）に惚れ込んでしまった。
第31話から再登場。相変わらず猫かぶりだが、父親に猫かぶりを知られたくないためにみんなには脅しを掛けた。さらには剣に対してベタベタとくっつき回ったりぶりっ子を振りまいたために神代姉妹には特に嫌われた。
この時、禁止されていたバトルスーツ・フラッカー1号機のハッチを勝手に開けてしまい、乗り込んだダンゴを止めようと自分も乗り込んで角膜登録までしてしまい、いきなり現れたメタルナイト・ヘルランチャーと戦闘になる。未経験ながらヘルランチャーと渡り合いライガーと善戦。剣の役に立ちたい気持ちもあり、ダンゴと共にバトルスーツ隊の隊員として戦いに加わる。そのままダンゴとコンビを組み、ダンゴが操縦担当、りえが射撃担当を務める。
当初は「剣さま」と慕う剣を手助けすることが戦いの目的だったため、フラッカーのパートナーであるダンゴへの扱いは当初は非常にぞんざいであった。しかし、最終的には負傷しながらも身を挺して自らを救おうとしたダンゴの男気に一方的に惚れ込んでしまっていた。

片桐隊長
声 - 稲葉実
バトルスーツ隊の隊長。剣からは「おっちゃん」と呼ばれ親しまれている。派手な活躍は余りないがライガーを堅実にサポートし、ドラゴ帝国の量産メタルナイトと戦う。恐怖に駆られて帝国にゆいを差し出すことを要求したバトルスーツ隊員や、死の運命を前に眼前の負傷者を救出しようともしない市民を強く叱責するなど、善神アーガマの力の源泉である「人間の良き心」を体現する上で非常に重要な役割を果たした人物でもある。

カミヨ
声 - 本多知恵子
神の末裔。幽体の姿でドルガに敗れた剣をサンダーフェニックスの元へ導いた。しかし、本当の肉体はミイラ化していた。彼女が謡う「鏡の子守り歌」はあずさの「鏡の子守り歌」とは少し歌詞が異なっている。

善神・アーガマ
100万年前に邪神・ドラゴを封印して自らも滅び去った神。滅びの間際に獣神ライガーを自らの化身として遺した。100万年後の現代に邪神・ドラゴが復活することを予見しており、神の城やベガルーダ、魔竜王ドルガなども創造していたようである。最終話でまいを依代にライガーとドルガが合体することで復活を果たす。その力の源泉は人間の善なる心。

### ドラゴ帝国
100万年前アーガマと戦って破れた邪神ドラゴの末裔。ドラゴ復活と地上支配を目論む帝国。陸海空の3隊と親衛隊や諜報潜入部隊と様々な部隊があり、各部の部隊長が四天王として存在し、四天王を統率する女帝ザーラが帝国に君臨している。
女帝ザーラ
声 - 有馬瑞香
ドラゴ帝国を統べる巫女にして、邪神ドラゴの直系の末裔。上半身は藤色の長髪をした妖艶な美女、胸元から下は大蛇という肉体を持つ。
残忍無比かつ狡猾な性格で、人間を心理面から徹底的に攻めて絶望と恐怖に追い込んで惨殺する作戦を最も好み、「利用できるものは徹底的に利用する」のが信条。
ドラゴ復活のために人間世界を侵略、その障害となるライガーを倒すべく、ドラゴ神の啓示を受け、魔竜戦士やメタルナイトを送り込む。24話でドラゴの聖杯の力を得てパワーアップし、蛇腹の中ほどから巨大な魔物の口が出現、異形の姿となる。これによりドラゴ神の力の一端を得た彼女の肉体に流れる緑色の血液は、飲んだ者にドラゴ神の力を分け与える効果を持つ（作中ではドルクを除く四天王がこれを飲んで力を得た。終盤ではゆいがこれを飲まされ、洗脳された）。ドルクに甘く、彼を女帝直属の戦士として贔屓にしていたが、物語中盤で反旗を翻され、なおも帝国に留まるように懇願するも、それが叶わないと知るや、ドルクに執拗な憎悪を抱くようになる。
終盤にて真の姿を現すが、その正体は三つ首竜の中央の頭部からザーラの上半身が生えたグロテスクな怪物。最終的に神代ゆいを生け贄にドラゴを復活させることには成功するものの、当のドラゴが自分を含めた全てを滅ぼすことは予想だにしていなかった。そのため「ドラゴ神にすべてを捧げる」と口にしたことが仇となり、復活したドラゴによって握り潰され、必死の命乞いも空しく頭から喰い殺された。
立場上、終盤まで自ら前線で戦うことはなかったものの、都市一つを滅ぼすほどの強力な念動力を使う他、相手の影に潜って相手の精神と肉体を乗っ取り、操ることができ、サンダーライガーとドルガが束になっても敵わないほどの強さを誇った。

ドル・アーミー
声 - 郷里大輔 / 川津泰彦（スーパーロボット大戦DD）
四天王の一人で陸戦隊を率いる力押しの将軍。ライガーと最初に戦い、その後も度々刃を交えるが、失敗続きで最後のチャンスとして出撃した第10話でもチロをドラゴナイトにされた怒ったライガーのクロースリットで顔を傷付けられて退却。おめおめと帰ってきたことでザーラの怒りを買い、将軍の地位を剥奪され顔を焼かれた。その後、最後のチャンスと騙されて生贄として処刑されることとなり脱走。ライガーとリュウ・ドルクの対決に加勢しようとするもリュウ・ドルクに阻まれて逆上し、龍造の命を奪った。直後に逃亡を続けるが、粛清の命を受けたドルクの手により自らの顔面を抉りとられ、最後は陸戦要塞ラウンドヘッドもろともライガーに倒された。

ドル・ネイビー
声 - 戸谷公次
四天王の一人で海戦隊を率いる。四天王の中では最も地味。地味ながらもドラゴの聖杯の一つを手に入れるなど手柄を立てたが、メタルナイトの登場後は影が薄くなる。後にメタルナイト化し、最後はドルクと戦い、モノアイを剣で貫かれ怯んだところを倒された。

ドル・ファントム
声 - 中村秀利
四天王の一人で空戦隊を率いる。資料ではスタンドプレーを好むと評される。策略家であるが、策を実らせ手柄を立てることはついになかった。メタルナイトの登場後は一時は反発するも、ライガーとの戦いに敗れメタルナイト化した後は嬉々としてその力を振るった。メタルナイト化した姿を嘲笑われたことに怒ってドルク暗殺を企て記憶を失わせることに成功する。しかし復活したドルクの怒りの刃を受けて倒された。

ドル・サタン
声 - 勝生真沙子
氷の将軍とも称される。親衛隊を率いる四天王筆頭。配下の部隊は諜報部隊、特殊部隊的な性格を持ち、デスゲベル、グスタフ、ゾルバなど癖のある強者、ギガメノンのごとき異形の者などが揃っている。自らも人の心を操る術に長ける。メタルナイト計画の立案者。リュウ・ドルクに敵愾心を持っていたが、その一方で彼を愛しており、実際にドルクの窮地を何度も救っている。後にドルクと共に帝国への叛意を露にするが、かつての側近・ガイストに悟られ計画は頓挫。最期は、愛していたドルクを護るため、自分を羽交い絞めにしていたガイストを、自分もろとも槍で貫き、来世での「人間の女」としてのドルクとの邂逅を夢見ながら果てた。

ドル・コマンド
声 - 島田敏
ドル・アーミーの後任になる陸戦将軍。第14話より登場。元々はコマンドロスといい、陸戦部隊の一兵士であったが、アーミーの死後闘技場での戦いを勝ち抜きザーラより将軍の地位を与えられる。
長髪にサングラスの人間態になり、叩き上げの軍人だが、暴力や催眠でも人心を操るなどの策謀にも長けた男で、人間態の姿で地上に表れて暴走族を操って暴れさせ街を混乱に陥れた。
武力よりも謀略を重視するドル・サタンとは着任当初からそりが合わず、女だからと見下した態度だったために度々衝突していた。サタン配下のデスゲベルが戦う間にドラゴの聖杯を横から掠め取ったり、ドラゴ神の剣「破壊の牙」を手に入れるべく南極へ向かったドルクに同行してこれを横取りしようとしたこともある。
メタルナイトの登場後は影が薄くなるも、最後までメタルナイト化することなく終わった。最後はドル・ガイストの策略にかかり、ライガー共々殺されかけて瀕死の姿でザーラの前に辿りつきガイストの背信を告げるも逆に逆臣として斬り捨てられた。

Dr．ガイスト / ドル・ガイスト
声 - 速水奨
魔竜戦士をサイボーグ化させた「獣の心を持った破壊兵器」メタルナイトを開発したドル・サタン配下の科学者。自身も半機械化している。その信念は「弱き者に流れる聖なる血よりも、強きメカニックに流れる油の方が尊い」の一言に結実される。それゆえリュウ・ドルクとは根本的に相容れない。ドル・サタンとドル・ファントムら三将との指揮権を賭けた戦いにサタンが勝利したことにより、指揮権を掌握したサタンの手によって空戦将軍の地位につけられるが、徐々にその狂気じみた野心を顕にし、上官であるサタンをも恫喝するまでになっていき、サタン失脚後は帝国の実戦部隊を実質的に指揮。戦闘能力もサンダーファイナルスラッシュに耐え切るなど強力である。
最終決戦時に洗脳したメタルナイトを操りザーラを暗殺して帝国の支配を企てるが失敗、ライガーとの戦いに劣勢となったところに現れたメタルナイトとザーラの手にかかって無残な死を晒すこととなった。

邪神ドラゴ
声 - 池田勝
100万年の眠りから目覚めた破壊の神。その目的は、この世の全てを破壊しつくすことのみ。それは自身を蘇らせた恩人であるはずのザーラでさえも例外ではなく、何の躊躇も無く彼女を喰い殺した。その力の源泉は人間の悪しき心。最後はドルクとドルガの力で再び封印された。

### サブキャラクター
ユキ
声 - 皆口裕子
第1話に登場する剣のクラスメイト。剣のスカートめくりの常習的な被害者であり、本人は剣に対しては余り良い印象を持っていないようであったが、それは剣の彼女に対する好意の裏返しでもあった。魔龍戦士の襲撃の際に他の多くの生徒共々死亡してしまい、この怒りの力で剣はライガーを召還することになる。

村川
声 - 関俊彦
第1話から登場する冴子の同僚のカメラマン。冴子の無鉄砲な取材を諫める冷静さも持ち合わせていたが、第4話で無謀にも魔龍戦士の撮影を試みた冴子を庇い、殺害されてしまう。

真一
声 - 溝口綾
第8話に登場する剣の元クラスメイトで彼を「剣ちゃん」と呼んでいた。第1話の剣の母校への襲撃で母校が破壊されたために転校することになった経緯を持つ。気弱で臆病な性格でいじめられっ子であったが、（頭が良く、剣のカンニングに協力していたために）剣からは常に庇われていたようである。そのために転校後も剣を非常に強く慕っていた。「強くなりたい」という想いをドラゴ帝国に利用され、鬼虫に寄生されて性格が変わり魔龍戦士化したことで無関係の女生徒を惨殺してしまう。意思が強かったようで人間としての記憶も持っていたため、剣がライガーに乗っていることを知ると、魔龍戦士となった自分が元に戻ることはできないことと「自分を殺して欲しい」という懇願を戸惑う剣に伝え、最期は剣の手によって倒される。そして「ありがとう、剣ちゃん」と感謝の言葉を涙と共に伝えて死亡した。

チロ
第10話に登場する剣たちの愛犬。元々はドラゴ帝国の襲撃で廃墟となった街で剣に拾われたことから剣たちに飼われるようになる。名前の由来は「白いチビ犬」から来ている。最も心の拠り所となっているモノすらも利用するドラゴ帝国の策略から、鬼虫を埋め込まれて魔龍戦士化してしまう。しかし、第8話の真一同様、魔龍戦士化した後も剣の姿を見て記憶を取り戻す強い意志も持ち合わせていた。最後にはより強力な魔力で力が暴走して、剣の手で葬り去られた。

ミカ
声 - こおろぎさとみ
第15話に登場。傷付いた生き物を放っておけない心優しい少女であり、相手が魔龍戦士であってもその心が変わることは無かった。「動物さん」と呼び健気に傷を治療する想いにほだされ、魔龍戦士サバトは彼女の命を助けて絶命した。サバトの行動はドラゴ人と人間との平和的な交流の可能性を示唆するものであったが、最終的にそれが果たされることは無かった。なお、ミカは最終話においても親犬からはぐれた子犬を救っており、善神アーガマの力の源泉である「人間の良き心」を体現する上で重要な役割を果たした。

ヒロシ
声 - 伊倉一恵
第20話に登場する少年。元々東京に住んでいたがドラゴ帝国の襲撃の際に両親を失い、白龍湖周辺に住む祖父の元に身を寄せている。ライガーと魔龍戦士の戦いに巻き込まれて両親を失ったことや、その際にライガーにも周囲の人間にも両親を助けて貰えなかった経緯から、「自分の命や運命は自分の力だけで切り開くしかない」という考えに固執し、当初は祖父以外の周囲の人間やライガーを強く憎んでいた。しかし、道子を初めとする新しいクラスメイトや、初めは反目しあった剣やダンゴたちに自分や祖父の命を救われたことから考えを改め、認め合って和解する。最終話においては道子たちクラスメイトや祖父と協力して市民の避難を手助けする立場をとっており、善神アーガマの力の源泉である「人間の良き心」を体現する上で重要な役割を果たした。

あずさ
声 - 弘妃由美
第22話に登場する美少女。剣たちと同じく神の血を引く一族であり、唯一の肉親である祖父と共に魔龍戦士グスタフを封じた鬼岩を守護し続ける使命を持っていた。先祖代々の伝承に倣い、「鏡の子守り歌」を謡いながら毎日白龍湖の水を鬼岩に掛けて清めることが日課であったが、鬼岩が安置された敷地を高速道路開発に利用したい地元有力者とその息子からは強く忌避されていた。口数は少ないクールな雰囲気だが、どこか儚げな美しい容貌と心優しい性格の持ち主であり、浅からぬ因縁を持っている剣とは、お互いに強く惹かれあっていた。しかし「人間の汚い心を利用する」ドラゴ帝国の策略に引っ掛かった地元住民たちに鬼岩を破壊されてしまい、祖父は魔龍戦士グスタフの復活に巻き込まれ、殺害されてしまう。そして、自身もまた剣をグスタフの攻撃から身を挺して庇って致命傷を負い、最後は剣に自らのお守りである「鈴」と町の人々の救出を託し、息を引き取り死亡した。

オサム
声 - 渡辺久美子
第24話に登場する野球帽がトレードマークの少年。自衛隊に強い興味を持っており、しばしば陸上自衛隊の演習場内に入っては戦闘ヘリの射撃訓練を批評していた。そのため、戦闘ヘリ搭乗員の自衛官からも「いたずら坊主」として幾度となく追い回されていたようである。早苗というやや年の離れた姉がおり、戦闘ヘリ搭乗員の自衛官たちもこの姉には頭が上がらない様子であった。自衛隊の兵器に関する知識が豊富で、魔龍戦士に苦戦するライガーを戦闘ヘリ搭乗員たちと共に手助けした。なお、最終話においては姉や戦闘ヘリ搭乗員の自衛官たちと協力して市民の避難を手助けしており、善神アーガマの力の源泉である「人間の良き心」を体現する上で重要な役割を果たした。

アキ
声 - 冬馬由美
第30話に登場するテニスコートで働く女性。弟分である剣の幼馴染みであり、剣からは「アキ姉」と慕われていた。しかし父親の事業の失敗で夜逃げ同然に街を去り、剣とも離ればなれになってしまった経緯を持つ。ドル・ファントムの策略で乗機を撃墜され、記憶を失ったリュウ・ドルクの命を助ける。その心の優しさから、リュウ・ドルクも彼女に想いを寄せていくようになり、強く惹かれあった。しかし、記憶を取り戻したリュウ・ドルクの搭乗するドルガとサンダー・ライガーの戦闘に巻き込まれ、命を落としてしまうことになり、息を引き取る最後まで、アキはリュウ・ドルクがただの戦士ではないと信じ続けていた。リュウ・ドルクは、人間と初めて交流したこのエピソードの後に神代姉妹とも邂逅することで、自らの出自や人類を滅ぼさんとするドラゴ帝国の姿勢に疑念を抱くようになった。

## 登場兵器

### アーガマの遺産
バイオアーマー
善神アーガマがドラゴを封印した後に残したバイオアーマー。ドラゴ帝国の魔竜戦士に唯一対抗できる存在がライガーであり、アーガマの末裔である大牙剣のみが召喚することができる。また、魔竜王ドルガもアーガマの残した遺産であることが後半に判明した。
獣神ライガー
大牙剣が天に掌のアザを翳して「来い！ライガー!!」と叫ぶことによって召喚される。
「ライガー・イン！」と叫ぶことで腹部が開き、剣が腹部の空間に飛び込んで操縦席に立ち、ライガー腹部のバイオユニットから剣の四肢と頭部に触手のような接続装置が接続され、「ライガー・バイオユニット！」と叫ぶと剣とライガーが一心同体となり、剣の思い通りにライガーを操縦が可能になる。
ただし、ライガーがダメージを負えばそのまま剣にダメージが跳ね返ってくる。
装備
ライガーソード
剣が叫ぶことで天（亜空間）よりライガーシールドと共に召喚する剣。戦闘時に弾き飛ばされても「ライガーソード！」と剣が呼べば、ライガーの手元に還って来る。第17話にてドルガに砕かれて以降は使用していない。
ライガーシールド
ライガーソードの鞘も兼ねる盾。
ライガーシールドウィング
ライガーシールドが変形した翼。ライガーの背面に装着されることで飛行能力を与える。両翼は鋭い刃で構成され、飛行しながらドラゴナイトを切り裂く荒技も見せる．また、シールドウイングの上に立って滑空できる他、一度だけシールドウイング上からライガースラッシュを放っている。
技
ライガー電撃パンチ
電光をまとった拳を打ち込む技。1話で、ドラゴナイト アトラス一体を一撃で倒した。
ライガー電撃キック
電光をまとった飛び蹴り（最初のドラゴナイトは、これで爆散している）。
ライガースラッシュ
刃に電光をまとったライガーソードを構えて突進し、敵を横一文字に叩き斬る。ライガーソードを呼び出す間が無い時や、ライガーソードを破壊された後々は、ベガカイザーやベガランサーを代用して放ったこともある。
魔竜戦士ヘルバット戦では、ベガルーダ騎乗からベガカイザーを用いて放っている。

ファイヤーライガー
剣の感情の高ぶりによりライガーが変身した姿。第2話より登場。変身の掛け声は「ファイヤー！」。髪を振り回すことで毛髪が真紅に染まり、頭部から長い双角が生え、顔面は獅子の形相となる。両足に爪が伸び、両肩の爪飾りも前へせり出して両腕からライガークローが伸びて変身が完了する。戦闘能力が格段に向上したほか、獅子の顔面となったことで噛み付き攻撃も可能。
装備
ライガーソード
ライガーシールド
ライガーシールドウィング
ライガークロー
ファイヤーライガーに変身と同時に出現する専用武器。両手首の腕輪状のパーツから飛び出す鉤爪型の武器。
技
ライガー電撃パンチ
ライガー電撃キック
ライガースラッシュ
ライガークロースプリット
両腕のライガークローを連続で振るい、敵をなます切りにする。

サンダーフェニックス
かつて善神アーガマとともに邪神ドラゴと戦った聖なる鳥。ドラゴによって封じられていたが、ドルガブリザード入手後の魔竜王ドルガに敗れた剣が、謎の少女カミヨの導きによって、幽閉されていたサンダーフェニックスを繋ぐ鎖を断ち切り、その封印を解くことに成功した。剣の「サンダー！」の掛け声で召喚されて獣神ライガーと合体し、サンダーライガーへとパワーアップさせることができる（下記参照）。

サンダーライガー
獣神ライガーがサンダーフェニックスと合体し、身に纏った姿。サンダーフェニックスその物が各々にライガーの強化パーツであり、ライガーに分離装着される。白く輝く鎧を身に纏い、その顔も深紅に染まった鬼神の形相に変化する。なお、サンダーフェニックスの頭部は、サンダーシールド内に収納されている。
装備
サンダークロー
両手首の手の甲を覆うように伸びる爪。剣が呼称すると同時に飛んでいき、敵を切り裂く際や牽制する時に使用する。
サンダーカッター
サンダーライガー腕部突起、両足首にある飾りが変化した武器。腕部分のカッターは標準より伸びた形状になり、足首のカッターは飾りが下方に180°回転、キックと共に放つ。ドラゴナイト、メタルナイトの皮膚や装甲を切り裂く際に使用する。中には、足首のサンダーカッターで腕を切り落とされたメタルナイトもいる。剣の呼称で変化する。
サンダーソード
普段はサンダーフェニックス、サンダーライガー胸部の宝玉に収められている両刃の大剣。大牙 剣（主人公）が呼称すると召喚される。その鍔に雷の意匠が見られる。
サンダーシールド
サンダーライガー専用の盾。ライガーシールドと同じく、翼に変形させて背中に装着可能。
技
サンダー電撃パンチ
ライガー電撃パンチと異なり、パンチから拳状の電撃を飛ばす技。
サンダー電撃キック
ライガー電撃キックと同様に、電光を帯びた飛び蹴り。威力はアップされ、ライガー電撃キックをも上回る。
サンダーファイナルスラッシュ
光をまとったサンダーソードを振りかざし、その軌道に残ったエネルギーを空中で渦巻かせたのち、必殺の破壊光線として発射する。この破壊光線は一度、敵の内部に入り込み内部から爆発、爆散させる。

魔竜王ドルガ
剣の宿敵、リュウ・ドルクが駆るバイオアーマー。リュウ・ドルクの技量もあって戦闘能力ではファイヤーライガーをも凌駕する強さを見せ、剣を苦しめた。ベガルーダに乗ったライガーに1度敗れるもドルガブリザードを手に入れたことでさらにパワーアップした。
実はライガーと同じく善神アーガマの残した遺産である。操縦、召喚方法などはライガーとほぼ同じである。
その正体を隠すために物語前半ではドルガの召喚シーンは省略されていた。また他にも血の色がライガーと同じ紫（魔竜戦士は緑）など、その正体を暗示する伏線がいくつかあった。なお、放送当時に発売された玩具では、魔竜戦士が人形化されなかったのに対してドルガはライガーと同様に人形化されており、漫画版ではそのことが、ドルガが本来はライガーの仲間であることの証拠としてネタにされている。

装備
火炎（一部のアニメ雑誌では、ドルガブレス、ドルガファイヤーと記載されたものがあるが、詳細は不明）
口から吐く火炎。ドルガドラゴンも使用可能。
ドルガエクスキャリバー
ドルガ専用の剣。漫画版などでは「ドルガソード」とも表記される。ドルガブリザード入手後は最終話まで使用されなかった。
ドルガシールド
竜の顔が飾られた盾。玩具ではドルガドラゴンの顔面・翼に分離変形するが、劇中では描写されていない。
ドルガブリザード
第26話で入手した、「ドラゴの牙」と呼ばれる邪悪な力を宿す大剣。ドルクが手にした際にドルクが改名した。天から召喚するサンダーソードとは逆に地割れの中から、リュウ・ドルクの叫びに応じて召喚される。大上段から振り下ろして破壊光線を発射することも可能。

ドルガドラゴン
「ドルガ・チャージドラゴン！」の掛け声でドルガが変身した二脚歩行型のドラゴン。竜そのものと化した顔に加えて首が伸び、下半身も膝関節の変形とともにパンツ状の外装が消滅し、尻尾の裏側の皮膚が下腹部まで続く形状になる。背に生えた翼での飛行に加え、噛み付きも可能となるが、武器を持って戦うことはない。
ドルガブリザード登場以降は一度しか変身していない。

重戦馬ベガルーダ
神の残した城に眠っていた巨大な黒い機械馬。第17話で初登場。
神代姉妹が腕輪を装着して精神を同調（シンクロ）させることで召喚することができる。姉妹の声に応える他、剣の意思の通りにも動く。ライガーを支援するための七つの武器を持つ。バイオアーマーと同じく、ベガルーダの受けたダメージは神代姉妹にも伝わる。剣の行方不明時には魔竜戦士の大群に単独で立ち向かったが、サンダーライガー登場以降は1回しか召喚されていない（漫画版では最終決戦においてライガーとドルガを乗せ戦闘に臨んでいる）。
装備
角
若干の伸長とドリルのような回転が可能。初戦闘では、これでドルガの腹をえぐった。
ベガホーク
両前脚の付け根に位置する手斧。
普段はグリップが畳まれている。使用時、ベガルーダの前脚から分離するとグリップが展開、変形する。
ベガランサー
両後脚の付け根に位置する三つ又の槍。使用時には柄の部分が回転展開、2つを連結して使用する。
ベガカッター
首の付け根左右に位置するブーメラン。使用時には2つを連結する。
ベガカイザー
鬣（たてがみ）に位置する片刃重剣。グリップ部分はベガルーダの首元に収納されている。ライガーソードより重く、斬撃の威力が格段に上がる。
ベガハンマー
尻尾に位置する鞭状（べんじょう）付きの鉄球。グリップと鉄球を繋ぐ鞭状の紐の材質は、ライガー頭部の鬣（たてがみ）と同じ物を編み込んだ物で絶対に切れない。また、伸縮も可能。
ベガシールド
胸部に位置する。ベガルーダの身を守り、ライガーの二の盾となる。劇中では使用されていない。
ベガファイヤー
胸部中央、ベガシールドが上下に開き、口を開けた部分から発射する火炎弾。額の角と並んで、ベガルーダ自身の固定武装。

神の宮殿
白龍湖に隠されていたアーガマの神殿。アーガマの血を引く者のみが扉を開くことが可能で、内部には個人の部屋や巨大な大浴場などの生活スペースが存在しており、出現してからは剣たちの自宅替わりとなる。また、内部にある宝玉に触れて神代姉妹のどちらかが念じることで自在に場所を転移することが可能で、ドラゴナイトが現れた現場に瞬時に移動することが可能。
善神アーガマ
かつて神話の時代に邪神ドラゴと戦った神。最終話において復活した邪神ドラゴを再び封印するべく甦った。ライガーやドルガは、アーガマが分離した姿であり、まいの祈りによって本来の姿に復活した。

### 人類側の戦力
バトルスーツ
ロボビタンX
轟博士が自宅の地下で建造していたロボット。完全な趣味の産物であるが、魔竜戦士ヘルバットに曲がりなりにも立ち向かうことができる。
スカイセクターと呼ばれる一人乗り、単座型のコクピットが頭頂部にドッキングして起動する。
ドッキング時の掛け声は「スカイセクター・オン！」。
ロボビタンXの発進は、博士の自宅にある池が左右に割れ、エレベーターで上昇後に走行発進する。
果敢にもりえは、魔竜戦士ヘルバットに苦戦するライガーをロボビタンXで助けている。
この機体が後に防衛軍に注目され、バトルスーツが建造されることになる。
スカイセクター
ロボビタンXを起動するための、飛行能力を有する単座型コクピット。
上部左右に搭乗者を保護する隔壁などは無く、生身をさらした状態で操縦することになる。
両翼を持ち、後部にある推進器のプロペラで飛行する。
翼と後部推進プロペラは内部収納式で、轟邸からカタパルトで発進した後に展開される。
ホバリング機能を有しているのか定かではないが、呼び出したりえの前で空中停止している描写がある。
専用のペンダントで呼び出し、ペンダントをセクターにセットすることで、ロボビタンXを操縦できるようになる。
スカイセクターを呼び出す際の掛け声は「スカイセクター・ゼット！」。
フラッカー
ダンゴやりえなどが搭乗する空戦用バトルスーツ。
飛行形態に変形する。
飛行形態時はF15戦闘機などの現実のジェット戦闘機によく似たフォルムであるが、垂直離着陸機のようなホバリング性能も有している。ロボビタンXと違い複座で、ダンゴたちの場合はダンゴが操縦、りえが砲手担当。片桐隊長機は片桐が操縦を担当した。武装は手持ちキャノン砲、バルカン、ミサイル。量産型メタルナイトに対しては互角以上に戦うことができる。ヘルメットを最初に被った人間の角膜情報を登録して始動キーとするため、最初に搭乗した人間以外の者が操縦することはできなくなる。ダンゴ/りえ機はバトルスーツ実用化1号機となった機体のため、片桐隊長機を含む他のフラッカーとはカラーリングや造形が異なっている。なお、変形形態は飛行形態とロボット形態の他にコクピット部分に飛行形態の部分を残した中間の形態も存在している。また、海中、水中での行動も可能で、ドラゴとの決戦時には水中探査を行っている。

ガンボディ
陸戦用バトルスーツ。複座。戦車形態に変形する。武装は連装キャノン砲。出撃時には戦車形態のままカプセルに梱包されてカタパルトから射出され、その後カプセルから分離してロボット形態で移動を行った。作中においては派手な活躍は余りないが、フラッカー同様に量産型メタルナイトに対しては互角以上に戦うことができる。

中継車
冴子が所属していたテレビ局の備品であるが、第4話で魔龍戦士に半壊させられて以降は八神財閥が車両の弁償を行い、この際に買い取った中継車を大改造して運用した。頑丈な装甲板で四方を固めてあり、リモコン式のカメラや照明を装備しており撮影が可能。内部には中継機材も装備されており、さらには追跡レーダーや情報解析のためのコンピュータなど、当時としてはかなり最先端技術が詰め込まれている。
ソファやキッチン、シャワーにトイレと簡易的だが住居スペースも備わっていて居住空間としても利便性は高い。神の城出現以降もキャンピングカー的な運用が最後まで行われ続けた。運転は初期は龍造が行い、龍造の死後は冴子と一時的に神崎が行っていた。

自衛隊の兵器
90式戦車
本作品の放映時はまだ現実の正式配備は行われていなかった。

F-15J
90式戦車と同様に、封印の岩が活性化すると電子機器が故障して墜落してしまうために有効な活躍はできなかった。

CH-47J
邪神の聖杯を輸送する場面で登場。

AH-1 コブラ
1話、24話に登場。24話ではオサムと共にライガーを支援した。

84mm無反動砲
24話に登場。オサムはこの武器の装填法を熟知していたようで、ダンゴと協力して射撃を行いライガーを支援した。

73式小型トラック
いわゆるジープである。モブとして頻繁に登場し、神崎たちが自ら運転することもあった。

個人携行装備
作中の陸上自衛隊員は一貫してOD色の旧型戦闘服（現在の作業服）を着用しており、当時主流であった1型迷彩服は登場していない。小銃も当時90式戦車と同様に正式配備が行われていなかった89式小銃やそれ以前の正式小銃である64式小銃が話数により混在して描かれていた。しかし、陸上自衛官の着衣も戦闘ヘリ隊員のものは普通科隊員とは異なる形で描かれており、救護天幕など細かな装備品に至るまで比較的忠実に描かれている。

### ドラゴ帝国の戦力
陸戦要塞ラウンドヘッド
ドル・アーミーの要塞。ドラゴンの頭蓋骨のようなフォルムを持つ。機体色は灰色。

空戦要塞ウイングヘッド
ドル・ファントムの要塞。コウモリの羽のような翼を持つ。機体色は緑色。

海戦要塞アクアヘッド
ドル・ネイビーの要塞。機体色は朱色。

親衛隊要塞シャドウヘッド
ドル・サタンの要塞。羊のような巻角が特徴。機体色は紫色。機体の色を変えて周囲に同化することができる。

陸戦要塞ネオ・ラウンドヘッド
ドル・コマンドの要塞。ラウンドヘッドと色違いの同型艦である。機体色は青を基調とする。

空戦要塞メタルヘッド
ドル・ガイストの要塞。外装、内部構造ともに他の要塞と異なり機械的なデザインである。

飛行艇ドルネード
リュウ・ドルク専用の小型飛行艇。主に、ドルクが偵察や戦場に赴く際に使用する一人乗りのジェット機。

魔竜戦士（ドラゴナイト）
ドラゴ帝国の主力兵器であり構成員。ライガーと同じく「バイオアーマー」と分類される生体兵器であり、多くは人間への擬態能力や人間サイズに小型化する能力を持ち、食い殺した人間の脳を食うことで記憶を奪うことが可能。四天王などは上級の魔竜戦士であり、事実上女帝ザーラとリュウ・ドルク以外の全構成員がこれに該当する。
鬼虫などで人間や動物などを変化させて魔竜戦士にすることもある。魔竜戦士同士を闘技場で殺し合わせ、勝ち上がったものをライガーへの刺客とすることも度々行われた。
リュウ・ドルクとドル・サタンの会話によれば、「ドルガ人」という人類と異なる種族らしい。
人間側の通常兵器はロボビタンXのキャノン砲を除いてはほとんど効果が無い強固な守備力（眼球などの急所に直撃を受けた場合を除く）を持ち、ライガー以外の人間側の兵力に対しては無敵の強さを誇った。

メタルナイト
魔竜戦士を素体にDr.ガイストが開発・改造した獣の心を持った破壊兵器。脳には洗脳装置が仕掛けられており、ガイストの命令があればザーラにすら牙をむく。
ゆい・まい姉妹には「ロボットみたいなの」と評されている。魔竜戦士と同じく大半の者は人間に変身 / 小型化する能力を持つ。
登場初期には魔竜戦士時代同様の戦術を使おうとして失敗したカーギラのようなメタルナイトの体に慣れていない様子も描写されている。
登場当初こそ圧倒的な力を見せたが、量産型メタルナイトは人類側のバトルスーツと互角かそれ以下の戦闘力しか持っておらず、変身していないライガーにも簡単に倒され、サンダーライガーにはまとめてなぎ払われている。また、ワンオフのメタルナイトもサンダーライガーにパワーアップしたライガーとドルガのコンビの敵ではなかった。最終的に全員ドラゴに食われたが、この際生体部分がかなりの部分を占めていた描写がなされた。

鬼虫
他の生物に憑依し肉体を乗っ取る能力を持った生命体。乗っ取った生物を魔竜戦士にしてしまうケースが多い。

雑兵
下級の魔竜戦士。ドル・アーミーを連行した陸戦隊の兵士などが登場。後にはこれらも全てメタルナイト化された。

生贄
ザーラが呪術を増強するために殺戮する。資料では下級の魔竜戦士とされている。

術者魔竜戦士
ドル・サタンの配下。ザーラとリュウ・ドルクの会話を盗聴した。

護衛メタルナイト
ドル・ガイストがゆいを誘拐した際に伴った大柄なメタルナイト。薄い紺色のマントをまとう。

## スタッフ
- 企画：サンライズ
- 企画協力：ダイナミック企画
- 原作：永井豪（連載誌 - 『テレビマガジン』、『テレビランド』）
- 原作協力：サンライズ
- 監修：新日本プロレス
- 監督：鹿島典夫
- キャラクターデザイン：内田順久
- バイオアーマーデザイン：牧野行洋
- 音響監督：藤野貞義
- 音楽：飛澤宏元
- 制作：名古屋テレビ、東急エージェンシー、サンライズ
- 著作権表記：(C) 永井豪 / ダイナミック企画・サンライズ

## 主題歌・挿入歌
本時間帯のアニメでは『機動戦士Ζガンダム』後半以降、歌詞に主役名の入らない主題歌が続いていたが、本作品では一転して、前期・後期とも主役名や必殺技名を何度も歌詞に織り込み、勧善懲悪色を打ち出した曲へ回帰している。後続の勇者シリーズにもこの傾向は引き継がれた。
「怒りの獣神」はプロレスラー・獣神サンダー・ライガー（デビュー時は獣神ライガー）の入場テーマ曲として、本作品の放送終了後も2020年1月の引退まで長きにわたって使用され続けていたことで知られる。
オープニングテーマ
「怒りの獣神」(1話 - 28話)
作詞 - 安藤芳彦 / 作曲 - 工藤崇 / 編曲 - 矢野立美 / 歌 - 弘妃由美

「奇跡の獣神」(29話 - 43話)
作詞 - 安藤芳彦 / 作曲 - 工藤崇 / 編曲 - 矢野立美 / 歌 - 弘妃由美

エンディングテーマ
「THE FIRE」(1話 - 28話)
作詞 - 安藤芳彦 / 作曲 - 工藤崇 / 編曲 - 矢野立美 / 歌 - 弘妃由美

「反逆の戦士 〜リュウ・ドルクのテーマ〜」(29話 - 43話)
作詞 - 安藤芳彦 / 作曲 - 工藤崇 / 編曲 - 矢野立美 / 歌 - 弘妃由美

挿入歌
「鏡の子守り歌」
作詞 - 安藤芳彦 / 作曲・編曲 - 飛澤宏元 / 歌 - 弘妃由美

アレンジ
「怒りの獣神」
作詞 - 安藤芳彦 / 作曲 - 工藤崇 / 編曲 - 信田かずお / 歌 - MIO

## 放映リスト
| 話 | 放映日         | サブタイトル                                | 脚本     | 絵コンテ | 演出       | 作画監督     | 登場魔竜戦士 メカ |
| -- | -------------- | ------------------------------------------- | -------- | -------- | ---------- | ------------ | --- |
| 1  | 1989年 3月11日 | 怒りのバイオアーマー ライガー登場!!         | 会川昇   | 福永西   | 関田修     | 内田順久     | 魔竜戦士グラン 魔竜戦士アトラス（二体） |
| 2  | 3月18日        | 宿敵、魔竜王ドルガ!!                        | 高橋義昌 | 川瀬敏文 | 川瀬敏文   | 山田政紀     | 魔竜王ドルガ 魔竜戦士ブルトス |
| 3  | 3月25日        | サタンの影に気をつけろ!!                    | 井上敏樹 | 尾見直子 | 伊東政雄   | 菊池城二     | 魔竜戦士バビュルス 魔竜戦士メガキス |
| 4  | 4月1日         | ライガーを狙う炎の矢!!                      | 会川昇   | 赤根和樹 | 赤根和樹   | 村中博美     | 魔竜戦士ヒュドラ 魔竜戦士イエロス |
| 5  | 4月8日         | 牙をむくドルガドラゴン!!                    | 菅良幸   | 矢部秋則 | 矢部秋則   | 菊地城二     | 魔竜戦士イグアス |
| 6  | 4月15日        | 地獄の罠をぶっちぎれ!!                      | 高橋義昌 | 関田修   | 関田修     | 小林智子     | 魔竜戦士ゲルコブラ 怪奇植物 |
| 7  | 4月22日        | 岩をつかむ 女帝ザーラの呪い                 | 川崎裕之 | 川瀬敏文 | 川瀬敏文   | 山田政紀     | 魔竜戦士アルジロス 魔竜戦士ドラゲウス |
| 8  | 4月29日        | 涙をこらえて友を撃て!!                      | 井上敏樹 | 石踊宏   | 石踊宏     | 内田順久     | 昆虫型鬼虫 魔竜戦士ギガメノン |
| 9  | 5月6日         | バラの魔術師 死の微笑み                     | 菅良幸   | 川瀬敏文 | 伊東政雄   | 菊池城二     | 魔竜戦士ゴルゴウス |
| 10 | 5月20日        | さらばチロ…悲しみの魔竜戦士（ドラゴナイト） | 川崎裕之 | 矢部秋則 | 矢部秋則   | 菊地城二     | 鬼虫 魔竜戦士ディンゴ 魔竜戦士ネオディンゴ                                                                                                  |
| 11 | 5月27日        | 暴走! 反逆のドルアーミー                    | 高橋義昌 | 杉島邦久 | 藤本義孝   | 村中博美     | ドル・アーミー |
| 12 | 6月3日         | 吠えろ! 怒りのライガースラッシュ            | 高橋義昌 | 関田修   | 関田修     | 小林智子     | ドル・アーミー |
| 13 | 6月10日        | のーてんきドラゴン ミニナイト登場!          | 川崎裕之 | 石踊宏   | 岡崎幸男   | 後藤まさゆき | ミニナイト 人間体魔竜戦士 魔竜戦士バルチクス                                                                                                |
| 14 | 6月17日        | 魔の新将軍 ドルコマンド                     | 菅良幸   | 川瀬敏文 | 川瀬敏文   | 山田きさらか | ドル・コマンド 魔竜戦士コマンドロス 将軍候補魔竜戦士数体 魔竜戦士アルゴス                                                                   |
| 15 | 6月24日        | 少女を愛した魔竜戦士（ドラゴナイト）        | 井上敏樹 | 川田武範 | 岡崎幸男   | 後藤まさゆき | 魔竜戦士サバト 魔竜戦士ボルヘス |
| 16 | 7月1日         | 神がのこした俺たちの城                      | 菅良幸   | 石踊宏   | 石踊宏     | 中村旭良     | 人間体魔竜戦士 魔竜戦士ザリガニス |
| 17 | 7月8日         | 危うしライガー天馬を呼ぶ叫び!               | 高橋義昌 | 赤根和樹 | 赤根和樹   | 逢坂浩司     | 魔竜王ドルガ ドル・サタン |
| 18 | 7月15日        | 強いぜ! 重戦馬ベガルーダ!                   | 川崎裕之 | 川瀬敏文 | 川瀬敏文   | 山田きさらか | 魔竜戦士エレドーラ |
| 19 | 7月22日        | ゆいとまいのハチャメチャバトル!             | 井上敏樹 | 関田修   | 関田修     | 大島康弘     | 魔竜戦士ゾルバ |
| 20 | 7月29日        | 怒れ剣! 友情のつばさ                        | 菅良幸   | 石踊宏   | 岡崎幸男   | 佐藤まさゆき | 魔竜戦士ハリゲラス 魔竜戦士モゲラス |
| 21 | 8月5日         | ミニナイトの好物はドラゴナイト!             | 高橋義昌 | 杉島邦久 | 藤本義孝   | 中村旭良     | 魔竜戦士ベニグモン 魔竜戦士ビットラー |
| 22 | 8月12日        | よみがえる伝説の恐怖                        | 川崎裕之 | 赤根和樹 | 赤根和樹   | 柳沢まさひで | 魔竜戦士グスタフ |
| 23 | 8月19日        | セーラー服と獣神ライガー                    | 井上敏樹 | 川瀬敏文 | 川瀬敏文   | 山田きさらか | ロボビタンX 魔竜戦士ヘルバット（二体） |
| 24 | 8月26日        | ドラゴの血を呼ぶ悪魔の聖盃                  | 菅良幸   | 岡崎幸男 | 岡崎幸男   | 後藤まさゆき | 魔竜戦士ガニラス 魔竜戦士バンパイアス |
| 25 | 9月2日         | ドラゴの牙をひっこぬけ!                     | 高橋義昌 | 江上潔   | 江上潔     | 大島康弘     | 魔竜戦士デスゲベル 魔竜戦士ベアマウス 魔竜戦士アイギャット                                                                                  |
| 26 | 9月9日         | 魔竜王ドルガ南極にとぶ!                     | 高橋義昌 | 関田修   | 関田修     | 中村旭良     | 魔竜戦士ヘルトドン |
| 27 | 9月23日        | 死のメロディーに舞う少女                    | 川崎裕之 | 石踊宏   | 石踊宏     | 小林智子     | |
| 28 | 9月30日        | 今、立ちあがるサンダーライガー!             | 川崎裕之 | 赤根和樹 | 赤根和樹   | 山田きさらか | 魔竜戦士ゲバルト 魔竜戦士メルカヴァ 魔竜戦士バットン メタルナイト・ ヴァルガン 魔竜戦士アメーバス 魔竜戦士ブラッガス 日本各地の魔竜戦士多数 |
| 29 | 10月7日        | メタルナイトをぶっとばせ!                   | 菅良幸   | 石踊宏   | 岡崎幸男   | 後藤まさゆき | ドル・ファントム 魔竜戦士ブリーザス メタルナイト・ラドラム 雑兵メタルナイト 雑兵メタルナイトの相手魔竜戦士三体                              |
| 30 | 10月14日       | 戦士に捧げる愛                              | 井上敏樹 | 川瀬敏文 | 川瀬敏文   | 大島康弘     | 改造ドル・ファントム メタルナイト・カーギラ                                                                                                 |
| 31 | 10月21日       | 戦え! 俺たちのロボットで                    | 高橋義昌 | 関田修   | 関田修     | 中村旭良     | メタルナイト・ヘルランチャー |
| 32 | 11月4日        | リュウ・ドルク運命の出会い                  | 川崎裕之 | 石踊宏   | 佐々木勝利 | 上村栄司     | メタルナイト・シャイアン |
| 33 | 11月11日       | ゆい、まい暗殺司令                          | 菅良幸   | 赤根和樹 | 赤根和樹   | 山田きさらか | メタルナイト・バルバトス |
| 34 | 11月18日       | まいを救え! ドラゴ帝国の決戦                | 高橋義昌 | 杉島邦久 | 藤本義孝   | 後藤まさゆき | 鬼虫 改造ドル・ネイビー メタルナイト・ファルゴン                                                                                            |
| 35 | 11月25日       | ザーラ 裏切者への報復                       | 川崎裕之 | 石踊宏   | 石踊宏     | 大島康弘     | メタルナイト・ギガテス |
| 36 | 12月2日        | ドル・サタン 流血の愛                       | 井上敏樹 | 川瀬敏文 | 川瀬敏文   | 中村旭良     | ドル・サタン |
| 37 | 12月9日        | ドラゴの呪い 魔の三角地帯                   | 菅良幸   | 関田修   | 関田修     | 山田きさらか | |
| 38 | 12月16日       | 二人のゆい!? まいの勇気                     | 高橋義昌 | 赤根和樹 | 赤根和樹   | 後藤まさゆき | メタルナイト・キルバルガー |
| 39 | 12月23日       | ゆいの悲しい決意                            | 川崎裕之 | 杉島邦久 | 藤本義孝   | 大島康弘     | メタルナイト・ザウリア |
| 40 | 1990年 1月6日  | 魔城突入                                    | 菅良幸   | 石踊宏   | 石踊宏     | 中村旭良     | ドル・コマンド |
| 41 | 1月13日        | 邪神復活（前編）                            | 井上敏樹 | 川瀬敏文 | 川瀬敏文   | 山田きさらか | ドル・ガイスト |
| 42 | 1月20日        | 邪神復活（後編）                            | 川崎裕之 | 関田修   | 関田修     | 後藤まさゆき | 女帝ザーラ 邪神ドラゴ |
| 43 | 1月27日        | 時をこえた神々の戦い                        | 高橋義昌 | 赤根和樹 | 赤根和樹   | 大島康弘     | 邪神ドラゴ ミニナイト人間体 |

- ザウリアのデザインは視聴者からの公募によって選ばれ、採用者の名前はクレジットに記載されている。

## 放送局
※放送日時は1989年9月中旬 - 10月上旬時点、放送局名および放送系列は当時のものとする。
| 放送地域       | 放送局             | 放送系列                      | 放送日時           | 備考                        |
| -------------- | ------------------ | ----------------------------- | ------------------ | --------------------------- |
| 中京広域圏     | 名古屋テレビ       | テレビ朝日系列                | 土曜 17:30 - 18:00 | 制作局                      |
| 北海道         | 北海道テレビ       | テレビ朝日系列                | 土曜 17:30 - 18:00 |                             |
| 宮城県         | 東日本放送         | テレビ朝日系列                | 土曜 17:30 - 18:00 |                             |
| 福島県         | 福島放送           | テレビ朝日系列                | 土曜 17:30 - 18:00 |                             |
| 関東広域圏     | テレビ朝日         | テレビ朝日系列                | 土曜 17:30 - 18:00 |                             |
| 新潟県         | 新潟テレビ21       | テレビ朝日系列                | 土曜 17:30 - 18:00 |                             |
| 長野県         | テレビ信州         | 日本テレビ系列 テレビ朝日系列 | 土曜 17:30 - 18:00 |                             |
| 静岡県         | 静岡けんみんテレビ | テレビ朝日系列                | 土曜 17:30 - 18:00 |                             |
| 広島県         | 広島ホームテレビ   | テレビ朝日系列                | 土曜 17:30 - 18:00 |                             |
| 香川県・岡山県 | 瀬戸内海放送       | テレビ朝日系列                | 土曜 17:30 - 18:00 |                             |
| 福岡県         | 九州朝日放送       | テレビ朝日系列                | 土曜 17:30 - 18:00 |                             |
| 熊本県         | 熊本朝日放送       | テレビ朝日系列                | 土曜 17:30 - 18:00 | 第29話から放映。            |
| 鹿児島県       | 鹿児島放送         | テレビ朝日系列                | 土曜 17:30 - 18:00 |                             |
| 青森県         | 青森テレビ         | TBS系列                       | 金曜 16:30 - 17:00 |                             |
| 近畿広域圏     | 朝日放送           | テレビ朝日系列                | 金曜 17:00 - 17:30 | 全国ネットより1日先行放映。 |
| 山口県         | 山口放送           | 日本テレビ系列 テレビ朝日系列 | 火曜 17:15 - 17:45 |                             |

## 関連商品

### 玩具・食玩・その他立体物
玩具
タカラ
- DX
  - 獣神ライガー（ソード、シールド、シールドを手に持たせるためのグリップ、大牙剣フィギュア、取り扱い説明書、カタログ付属。シールドはシールドウイングに変形）
  - 魔竜王ドルガ（ソード、シールド、シールドを手に持たせるためのグリップ、リュウ・ドルクフィギュア、尾、ドルガドラゴンヘッド、取り扱い説明書、カタログ付属。シールドはドルガドラゴン用ウイングに変形）
  - 重戦馬ベガルーダ（ベガシールド以外はランナー部品で構成、一部組み立てが必要。手綱用紐、ベガハンマー用紐、ベガファイヤー弾×3、ベガファイヤー弾的、翼×2、取り扱い説明書、カタログが付属）

- ベストヒーロー（ダイキャスト使用のスタンダード版）
  - 獣神ライガー（変身ギミックは頭部・両前腕のライガークローのみ。ソード、シールド、取り扱い説明書、カタログ付属。シールドはシールドウイングに変形）
  - 魔竜王ドルガ（DX同様の可変ギミックを再現、肘は無可動で曲げることはできない。ソード、シールド、尾、ドルガドラゴンヘッド、取り扱い説明書、カタログ付属。シールドはドルガドラゴン用ウイングに変形）
  - 重戦馬ベガルーダ（DX同様にベガシールド以外はランナー部品で、一部組み立てが必要。手綱用紐、ベガハンマー用紐、翼×2、尾、取り扱い説明書、カタログ付属）
  - サンダーライガー（ソード、シールド、取り扱い説明書、カタログ付属。シールドはサンダーウイングに変形）
  - ポーズヒーロー（肘に蛇腹式関節を持つスタンダード版ソフビフィギュア。個々にソードとシールドが付属、手に持たせることができる。ファイヤーライガー、ドルガドラゴンへの変身ギミックはオミットされている）
  - 獣神ライガー・魔竜王ドルガ対決セット

一箱に2体入ったミニソフビのセット（スタンダード版より一回り小さなソフビフィギュア）

食玩
カバヤ食品
- 獣神ライガーキャンデー
  - 第1弾 獣神ライガー、魔竜王ドルガ（簡易可変ギミック付きのプラスチックモデル）
  - 第2弾 サンダーライガー、魔竜王ドルガ（塩化ビニル製の2頭身フィギュア）

組立てキット
タカラ
- パロDプラクション（ギミック付きの3頭身モデル）
  - それゆけ獣神ライガー（右腕に連動して顔が変化）
  - やれゆけ魔竜王ドルガ（背部レバーと両腕が連動）

童友社
- 無印（ノンスケール・リアル頭身プラモデル）
  - 1 獣神ライガー（部品差し替えでファイヤーライガーに変身）
  - 2 魔竜王ドルガ
  - 3 ドルガドラゴン

（ドルガとドルガドラゴンのセットで、組み替え変身ができる）
- それいけゼンマイくん（ゼンマイ動力で歩行する2頭身モデル。四天王は全て巨大形態）
  - 1 獣神ライガー
  - 2 魔竜王ドルガ
  - 3 ドル・ファントム
  - 4 ドル・アーミー
  - 5 ドル・サタン
  - 6 ファイヤーライガー
  - 7 ドルガドラゴン
  - 8 ドル・ネービー(横歩き)

プラモデル付属のカタログには女帝ザーラもラインナップされているが未発売。
アクションフィギュア
千値練
- RIOBOT
  - 獣神ライガー 通常ver.（ファイヤーライガー用パーツ・ライガーソード・ライガーシールド・ライガーシールドウィングなどが付属）
  - 獣神ライガー 咆哮ver.（ファイヤーライガー頭部の口の形状を変更）
  - 獣神ライガー 血しぶきver.（ウェブ通販限定。咆哮ver.本体・装備の各部に緑の返り血を追加）
  - 獣神ライガー クリヤーver. (永井豪展限定。咆哮ver.本体頭部・鬣パーツをレッドクリヤーに変更)
  - 獣王ブラックライガー（顔の造形および塗装全般を変更したオリジナル版。新規にベガランサーが付属）

### 映像・音楽ソフト
VHS
キングレコード
- 獣神ライガー（全11巻）

DVD
ジェネオンエンタテインメント
- 獣神ライガー DVD-BOX1（第1 - 24話を収録）
- 獣神ライガー DVD-BOX2（第25 - 43話を収録）

CD
キングレコード
- 怒りの獣神 / The FIRE（シングル）
- 奇跡の獣神 / 反逆の戦士〜リュウ・ドルクのテーマ〜（シングル）
- 獣神ライガー 鳳凰飛翔編
- 獣神ライガー 風雲龍虎編
- 獣神ライガー 魔神咆哮編
- 怒りの獣神 / The FIRE（マキシシングル、スターチャイルドレーベルにて発売）

### 関連書籍
勁文社
- ケイブンシャコミック 獣神ライガー（全2巻）
- ケイブンシャの大百科378 獣神ライガー大百科

大都社
- Stコミックス 獣神ライガー（全1巻）

大創産業
- ダイソーコミックス 獣神ライガー（全2巻）

### ゲーム
バンプレスト / バンダイナムコゲームス / バンダイナムコエンターテインメント
- スーパーロボット大戦NEO（2009年10月29日、Wii）
- スーパーロボット大戦Operation Extend（2013年、PSP）
- スーパーロボット大戦X-Ω（2020年1月9日、iOS / Android） - 期間限定コラボ
- スーパーロボット大戦DD（2021年3月、iOS / Android） - 大型アップデートより追加